# جيف ودلاند
جيف ودلاند هو لاعب غولف إندونيسي، ولد في 28 فبراير 1957 في بابوا في إندونيسيا.

## وصلات خارجية
- جيف ودلاند على موقع رابطة لاعبي الغولف المحترفين (الإنجليزية)
- جيف ودلاند على موقع رابطة اليابان للاعبي الغولف المحترفين (الإنجليزية)
- جيف ودلاند على موقع التصنيف العالمي الرسمي للغولف (الإنجليزية)